# Anisoptera aurea
Anisoptera aurea är en tvåhjärtbladig växtart som beskrevs av Foxworthy. Anisoptera aurea ingår i släktet Anisoptera och familjen Dipterocarpaceae. Inga underarter finns listade i Catalogue of Life.